# ФК С.П.А.Л. 2013
С.П.А.Л. 2013 (на италиански: Società Polisportiva Ars et Labor – Сочиета Полиспортива Арс ет Лабор) е италиански футболен клуб от град Ферара, Емилия-Романя, участващ в Серия А. Основан през 1907 г. Домакинските си срещи провежда на стадион „Паоло Маца“, събиращ 12 348 зрители. В Серия А С.П.А.Л. е участвал в 20 сезона, последния от които е през 1967/68. Най-добро класиране в Серия А е 5-о място през 1959/60. Играл е на финала за Купата на Италия, където губи от „Наполи“ с резултат 1:2.

## История
- 1907 – Основан като SPAL Ferrara
- 1940 – AC Ferrara
- 1945 – SPAL Ferrara
- 2005 – SPAL 1907
- 2013 – SPAL 2013

## Успехи
- Купа на Италия:
  -  Финалист (1): 1961/62

- Серия Б
  -  Шампион (2): 1950/51, 2016/17 [1]

- Серия Ц
  -  Шампион (4): 1937/38, 1972/73, 1977/78, 1991/92

### Европейски турнири
- Купа на италиано-швейцарското приятелство
  -  Носител (1): 1968

## Състав
Последна актуализация: 21 август 2018